# Dougal Robertson
Dougal Robertson (Edimburgo, 1924 – 1991) è stato un agricoltore, marinaio e scrittore scozzese.
È noto soprattutto per essere sopravvissuto trentasette giorni con la sua famiglia nell'Oceano Pacifico, in seguito al naufragio dell'imbarcazione, dopo un attacco subito da un gruppo di orche. L'avventura è raccontata dallo stesso Dougal nel libro Naufraghi nel deserto blu, dal quale nel 1991 è stato tratto il film televisivo omonimo diretto da Kevin James Dobson.

## Biografia
Terminati gli studi, Dougal si arruolò nella Marina mercantile britannica navigando per dodici anni e ricevendo la patente di capitano di lungo corso. Alla fine della carriera si ritirò in una fattoria dello Staffordshire settentrionale con la moglie Lyn, un ex infermiera, e i figli Douglas, Anne e i gemelli Sandy e Neil, dedicandosi all'agricoltura. Fino al 1971 quando decise di vendere tutto e riprendere la via del mare, insieme alla famiglia, per circumnavigare il globo a bordo della Lucette, una goletta di cinquant'anni lunga tredici metri.
La famiglia salpò da Falmouth il 27 gennaio del 1971 e navigò regolarmente senza grossi intoppi per circa un anno e mezzo. Durante questo lasso di tempo la rotta toccò Lisbona, le  Canarie, le Isole Sopravento, le Bahamas, Miami. Durante la navigazione, diversi ragazzi si imbarcarono sulla Lucette in cerca di un passaggio o per motivi di studio.
Nel febbraio 1972, approdati alle Bahamas, la figlia Anne decise di fermarsi a Nassau per seguire il proprio destino, mentre il resto della famiglia proseguì verso la Giamaica, le Isole San Blas e Panama. Qui si imbarcò Robin Williams, un ragazzo ventiduenne gallese laureato in Scienze economiche e statistiche alla ricerca di un passaggio verso la Nuova Zelanda.
Nel giugno del 1972, dopo aver attraversato il Canale di Panama, la Lucette fece rotta verso le Galapagos, nelle quali l'equipaggio avrebbe stazionato per diversi giorni, seguendo le orme di Darwin.
Dougal e la sua famiglia ripresero il mare il 13 giugno, nonostante le veementi proteste della moglie Lyn, restia a partire in una data considerata sfortunata. Tutto procedette tranquillamente per un paio di giorni. La mattina del 15 giugno del 1972, alle 9 e 54 minuti, come Dougal ebbe appena annotato nel diario di bordo, la goletta subì un improvviso attacco da parte di un gruppo di tre orche. L'impatto violentissimo sfondò immediatamente i corsi di fasciame in legno dello scafo, provocando l'affondamento immediato della Lucette nel giro di un minuto.
Resisi conto della drammaticità della situazione, Dougal e Lyn iniziarono a impartire ordini ai ragazzi, recuperando quanto più possibile dalla barca prima che affondasse, soprattutto pochi viveri e acqua, trasferendosi velocemente nel gommone di salvataggio. Questo era legato alla Ednamair, una scialuppa in fibra di vetro acquistata solo qualche tempo prima a Miami dai Robertson, che si rivelò fondamentale per la sopravvivenza dell'equipaggio, anche se nelle prime fasi del naufragio rimase sommersa d'acqua. Recuperati dal mare alcuni oggetti, i naufraghi non poterono fare altro che osservare la Lucette inabissarsi nelle acque del Pacifico, insieme a tutti i loro averi.
In sei, su un piccolo gommone di salvataggio, trainato da una scialuppa di tre metri, senza scorte se non le esigue razioni di sopravvivenza del gommone e alcune arance gettate nella fretta da Lyn sulla scialuppa mentre la Lucette sprofondava, senza strumenti, senza carte nautiche, il gruppo iniziò un'impresa disperata, in cui la parola d'ordine, giorno dopo giorno, era "sopravvivere".
I Robertson temettero che i soccorsi non sarebbero mai arrivati. Secondo calcoli approssimativi ma che alla fine, grazie alle ottime competenze nautiche di Dougal, non si sarebbero rivelati troppo distanti dalla realtà, Dougal stimò che in cinquanta giorni di navigazione, sfruttando le correnti marine e i venti, avrebbero potuto raggiungere la terra, dirigendosi prima verso la zona delle calme equatoriali dove avrebbero potuto dissetarsi con le acque piovane. Le piogge, la carne delle tartarughe, la pesca di corifene e squali con attrezzi di fortuna, le abilità nautiche di Dougal e di suo figlio Douglas, le preziose cure di Lyn dovute alle sue conoscenze infermieristiche e un'ostinata fiducia nel futuro, saranno le uniche armi della famiglia nella lotta per rimanere in vita, e si riveleranno decisive.
Dopo aver faticosamente raggiunto le calme acque equatoriali e aver potuto così placare la terribile sete, i naufraghi navigarono diretti verso le coste del centro America, spinti dalle correnti e dai venti. Nelle settimane precedenti, già una nave si era affacciata all'orizzonte, ma non rilevò i razzi di segnalazione dei Robertson, convincendoli ancora di più che la salvezza sarebbe stata conquistata solo raggiungendo la terraferma.
La Toka Maru II, un peschereccio a motore di trecento tonnellate, salpata dal Giappone il 4 aprile 1972 e diretta alle zone di pesca del Pacifico meridionale, ebbe dei problemi al motore per cui rimase ad Honolulu per quarantatré giorni, per essere riparata. Riprese poi il cammino verso le zone di pesca del tonno intorno a 8° di latitudine Sud. Il trentottesimo giorno dal naufragio della Lucette, poiché la pesca fu scarsa e la Toka Maru II rimase con poco carburante, il capitano kiyato Suzuki ricevette l'ordine di riportare l'imbarcazione a Manzanillo, in Messico, per fare rifornimento. La nave passò vicino ai naufraghi già ad ovest, senza che i Robertson la vedessero, quando l'ordine di rientro fu revocato, e i proprietari vollero che proseguisse per Panama. Solo per questo motivo, si trovò su una rotta che incrociava quella dell'Ednamair, che incontrò il 27 luglio 1972. Il capitano in realtà avvistò il relitto già in precedenza, ma dette per scontato che gli eventuali occupanti fossero tutti morti date le dimensioni ridotte dell'imbarcazione. Fu solo quando vide i razzi di segnalazione che si diresse velocemente verso i naufraghi, mettendo fine ad un incubo durato più di un mese.
Dopo il salvataggio e il rientro a Panama, passato un periodo di osservazione e recupero di una decina di giorni, Robin prese un volo per rientrare in Inghilterra mentre il giorno seguente, Dougal e la sua famiglia si imbarcarono a Colòn sulla motonave Port Auckland per tornare in patria con più calma.
Nel 1973 Dougal Robertson pubblicò le memorie del naufragio scritte di suo pugno nel libro Survive the Savage Sea, tradotto in italiano nel 2010 in Naufraghi nel deserto blu. Nel testo, l'autore offre una dettagliata cronaca diario di tutti i giorni del naufragio, descrivendo gli stati d'animo, i momenti di fiducia e quelli di sconforto, i litigi con Robin, i cui atteggiamenti superficiali misero più volte a repentaglio la vita di tutti, le tecniche di pesca alle corifene che accompagnarono la famiglia durante tutti i giorni in mare, riflettendo la luce del sole con le loro scaglie variopinte, la cattura delle tartarughe, e i modi con cui cercarono di recuperare acqua da ogni organo degli animali uccisi. In appendice, riporta anche riflessioni personali sulle coincidenze che hanno condotto la Toka Maru II all'appuntamento coi naufraghi.
I giorni trascorsi servirono a Dougal anche come esperienza di sopravvivenza che volle condividere nelle ultime pagine del libro, dedicandole a consigli rivolti a tutti i naviganti in preparazione ad un'eventuale naufragio, suggerimenti per la miglioria di gommoni e scialuppe di salvataggio e il loro allestimento con viveri e utensili indispensabili alla vita da naufrago, mancanti sul gommone di salvataggio dei Robertson, ma che, col senno di poi, si sarebbero potuti rivelare di fondamentale utilità.
Morì di cancro nel 1991. Nel 2005 il figlio Douglas scrisse The Last Voyage of the Lucette, la storia di come la famiglia donò la Ednamair al National Maritime Museum in Falmouth; nel libro, Douglas, scrivendo dalla prospettiva del padre perché, di fatto, "questo è un suo lavoro", ripropone l'intero suo racconto, arricchito di nuove informazioni tratte da articoli di giornale, appunti del padre, conversazioni che egli ha ascoltato dai genitori, memorie dei propri fratelli e gli stessi ricordi di Douglas sul viaggio, per trasmettere gli aspetti emozionali dell'esperienza, i momenti felici e quelli meno che il racconto del padre, più incentrato sulla cronaca dei fatti, non ha fatto emergere. Nella prefazione, Douglas rivela che il libro è la concretizzazione della promessa fatta al padre in punto di morte, il quale gli chiese di integrare il proprio racconto scrivendone una versione "completa".

## Opere letterarie
- (EN) Survive the Savage Sea, Preager, 1973.

 Naufraghi nel deserto blu, traduzione di Dora Di Marco, Nutrimenti, 2010, ISBN 978-88-95842-67-7.
- (EN) Sea Survival: A Manual, Praeger, 1975, ISBN 9780275527600.[2]